# Ordinarium
Als Ordinarium (lat.: „das Regelmäßige, stets Wiederkehrende“) werden die in jeder liturgischen Feier gleichbleibenden Texte einer heiligen Messe (Ordinarium Missae) oder des Stundengebets bezeichnet, im Unterschied zum Proprium, das die mit dem Kirchenjahr wechselnden Texte umfasst.
In einer anderen, veralteten Bedeutung meinte Ordinarium den ordentlichen Haushalt eines Staates, Landes oder einer Gemeinde mit den regelmäßig wiederkehrenden Ausgaben und Einnahmen, im Gegensatz zum sogenannten Extraordinarium, dem außerordentlichen Haushalt.

## Das Ordinarium in der römisch-katholischen Messe

### Grundsätzliches
Der Ritus der heiligen Messe ist in der Messordnung, dem Ordo missae, festgelegt. Dieser findet sich im Ordinarium, das alle feststehenden Teile der Feier im Volltext umfasst, während Eigentexte (Proprium) an anderer Stelle verzeichnet sind und stets eingefügt werden müssen.
Aus dem Ordinarium haben für die liturgisch-kirchenmusikalische Praxis die fünf feststehenden Teile Kyrie, Gloria, Credo, Sanctus und Agnus Dei eine besondere Bedeutung erlangt. Sie wurden schon früh mehrfach vertont. Mit der Entwicklung der Mehrstimmigkeit im Mittelalter konzentrierte sich seit der Messe de Nostre Dame von Guillaume de Machaut (1300–1377) der Fokus bei musikalischen Neuschöpfungen immer stärker auf diese fünf Teile, für die sich daher ebenfalls der Terminus Ordinarium etabliert hat. Obwohl auch verschiedene andere Teile der Liturgie in jeder Messfeier gleich sind (Vaterunser, Akklamationen, Segensformeln), werden diese jedoch nicht zum Ordinarium gezählt, da sie nicht als eigenständige Texte der Gemeinde zu sehen sind. Das Vaterunser wurde vor der Liturgiereform um 1970 nur vom Priester gesungen; das Volk sang nur den Schluss Sed libera nos a malo mit.
- Das Kyrie (κύριε ἐλέησον kyrie eleison ‚Herr, erbarme dich‘) stellt einen bereits vorchristlich in Götter- und Kaiserkult gebräuchlichen Huldigungsruf dar. Der Kyrios-Titel wurde bei der griechischen Übersetzung der hebräischen biblischen Bücher für den Gottesnamen Adonai (auch Adoischem als Kombination der Gottesnamen Adonai und HaSchem) gebraucht. Genau dieser Titel wird durch die junge Kirche zur Artikulation ihres Bekenntnisses auf Jesus angewandt, der von den Toten auferstanden und in der Herrlichkeit des Vaters vollendet sei: „κύριος Ἰησοῦς Χριστὸς“, ‚Kyrios ist Jesus Christus‘, (Phil 2,11 EU). In der nach dem Zweiten Vatikanischen Konzil erneuerten Liturgie können die Kyrie-Rufe zur Eröffnung der Messfeier um anlassbezogene Anrufungen erweitert werden.

- Das Gloria greift das Motiv des in Lk 2,14 EU dargestellten Lobgesangs der Engel aus der Weihnachtserzählung auf: „Ehre sei Gott in der Höhe und Friede auf Erden den Menschen seiner Gnade.“ Der Lobpreis des Glorias beinhaltet ferner Akklamationen („Wir loben dich, wir preisen dich, wir beten dich an“) sowie Christus-Rufe („Herr, eingeborener Sohn, Jesus Christus; Herr und Gott, Lamm Gottes, Sohn des Vaters“). Das Gloria ist seit dem 6. Jahrhundert allmählich aus der Liturgie des Stundengebets in die Feier der heiligen Messe übernommen worden: zunächst nur, wenn der Bischof von Rom selbst den Vorsitz führte, später in allen Bischofsmessen. Heute wird es an allen Sonntagen außerhalb der Advents- und Fastenzeit, an Hochfesten, Festen und festlichen Ereignissen gesungen oder gesprochen.

- Das im Credo formulierte Glaubensbekenntnis ist erst nach der Wende vom ersten zum zweiten Jahrtausend in die Feier der heiligen Messe übernommen worden. Seine ursprüngliche Funktion als Taufbekenntnis ist dabei unverkennbar geblieben. Unter den zahlreichen Bekenntnisformeln weist der Text des verbreiteten nizäno-konstantinopolitanischen Glaubensbekenntnisses besondere Akzente auf, entsprechend der lehramtlichen Schwerpunkte der gleichnamigen antiken Konzilien (Gott-Menschsein Jesu Christi, Heiliger Geist). Innerhalb der Eucharistiefeier artikuliert das Credo im Modus des Bekenntnisses, was im Hochgebet in der Weise betenden Gedenkens vollzogen wird. Das Credo wird nur an Sonntagen, Hochfesten und anderen festlichen Ereignissen gesungen oder gesprochen. Neben dem Großen Glaubensbekenntnis kann auch das Apostolische Glaubensbekenntnis genommen werden.

- Das Hochgebet der heiligen Messe beginnt mit der Präfation, einem entsprechend dem Tag oder der Zeit im Kirchenjahr variierenden Lobpreis Gottes, worin seiner Großtat (Oikonomia) in heilsgeschichtlicher Perspektive gedacht wird. Die Präfation, die vom Hauptzelebranten vorgetragen wird, ist Teil des Propriums der heiligen Messe. Sie mündet unmittelbar in die (eigentlich) von allen Mitfeiernden zu singende Akklamation des Sanctus: „Heilig, heilig, heilig“ (vgl. Trisagion). Der Text des Sanctus greift die Verherrlichung Gottes nach Jes 6,3 EU sowie Offb 4,8 EU auf, weiterhin eine Anrufung des Messias (Ps 118,26 EU; Mt 21,9 EU: Benedictus ‚Hochgelobt sei …‘) mit dem charakteristischen Hosanna-Ruf. Das Benedictus ist dabei kirchenmusikalisch meist getrennt vertont. In der nach dem Zweiten Vatikanischen Konzil erneuerten Liturgie sind anlassbezogene Einschübe im jeweiligen Hochgebet möglich.

- Das Agnus Dei dient als Begleitgesang zur Brotbrechung. Diese Handlung war für die frühchristliche Eucharistie derart konstitutiv, dass die ganze Feier danach benannt war (vgl. Apg 2,42 EU; Lk 24,30 EU). Der Begleitgesang wird so oft wiederholt, bis die Brotbrechung abgeschlossen ist. De facto aber hat sich eine dreimalige Wiederholung etabliert, wobei der dritte Teil durch dona nobis pacem ‚gib uns deinen Frieden‘ abgeschlossen wird. Die Bezeichnung Jesu Christi als Lamm Gottes findet sich im biblischen Zeugnis bei Joh 1,29 EU und stellt einen ausdrücklichen Bezug zum jüdischen Pessach (Ex 12 EU) her. Die christliche Eucharistiefeier geht von ihrer Wurzel her auf die jüdische Pessach- oder Pas'cha-Feier zurück, die um das Element der Eucharistie im christlichen Sinn erweitert wurde. Jesus Christus ist das Pessachlamm im eigentlichen, absoluten Sinn.

Als Folge der Liturgiereformen in der zweiten Hälfte des 20. Jahrhunderts wurden die Wahlmöglichkeiten für die liturgischen Texte und Gestaltungsmöglichkeiten in einer heiligen Messe bedeutend erweitert, so dass von einer strikten Einteilung der Messgesänge in Ordinarium und Proprium „als Gestaltungsmaßgabe zweier für sich stehender und je einheitlich auszuführender Repertoirezyklen“ nicht mehr gesprochen werden könne, so der Liturgiewissenschaftler Markus Eham, sondern eine Unterscheidung in liturgische „Elemente mit Ordinariums- oder Propriumscharakter“ angemessener sei.

### Die wichtigsten Texte des Ordinarium missae
Den Texten liegt verbindlich zugrunde:
- der griechisch/lateinischen Fassung: Missale Romanum ex decreto Sacrosancti Oecumenici Concilii Vaticani II instauratum auctoritate Pauli PP. VI promulgatum. Editio typica tertia (Ioannis Pauli PP. II cura recognitum) 2002.
- der deutschen Fassung: Die Feier der heiligen Messe. Meßbuch. Für die Bistümer des deutschen Sprachgebietes. Authentische Ausgabe für den liturgischen Gebrauch. Karwoche und Osteroktav. Ergänzt um die Feier der Taufe und der Firmung sowie die Weihe der Öle. Hrsg. im Auftrag der Bischofskonferenzen Deutschlands, Österreichs und der Schweiz, Solothurn u. a. 1996.[4]

| altgriechisch bzw. lateinisch | deutsch |
| --- | --- |
| Kyrie | |
| Kyrie eleison. Christe eleison. Kyrie eleison. | Herr, erbarme dich. Christus, erbarme dich. Herr, erbarme dich. |
| Gloria | |
| Gloria in excelsis Deo et in terra pax hominibus bonae voluntatis. Laudamus te, benedicimus te, adoramus te, glorificamus te. Gratias agimus tibi propter magnam gloriam tuam, Domine Deus, Rex caelestis, Deus pater omnipotens. Domine Fili unigenite, Iesu Christe, Domine Deus, Agnus Dei, Filius Patris; qui tollis peccata mundi, miserere nobis; qui tollis peccata mundi, suscipe deprecationem nostram; qui sedes ad dexteram Patris, miserere nobis. Quoniam Tu solus Sanctus, Tu solus Dominus, Tu solus Altissimus, Iesu Christe, cum Sancto Spiritu in gloria Dei Patris. Amen. | Ehre sei Gott in der Höhe und Friede auf Erden den Menschen seiner Gnade. Wir loben dich, wir preisen dich, wir beten dich an, wir rühmen dich. Wir danken dir, denn groß ist deine Herrlichkeit: Herr und Gott, König des Himmels, Gott und Vater, Herrscher über das All Herr, eingeborener Sohn, Jesus Christus. Herr und Gott, Lamm Gottes, Sohn des Vaters, der du nimmst hinweg die Sünde der Welt: erbarme dich unser; der du nimmst hinweg die Sünde der Welt: nimm an unser Gebet; du sitzest zur Rechten des Vaters: erbarme dich unser. Denn du allein bist der Heilige, du allein der Herr, du allein der Höchste, Jesus Christus, mit dem Heiligen Geist, zur Ehre Gottes des Vaters. Amen. |
| Credo | |
| Credo in unum Deum, Patrem omnipotentem, factorem caeli et terrae, visibilium omnium et invisibilium. Et in unum Dominum Jesum Christum, Filium Dei unigenitum, et ex Patre natum ante omnia saecula. Deum de Deo, lumen de lumine, Deum verum de Deo vero, genitum, non factum, consubstantialem Patri: per quem omnia facta sunt. Qui propter nos homines et propter nostram salutem descendit de caelis. Et incarnatus est de Spiritu Sancto ex Maria Virgine: et homo factus est. Crucifixus etiam pro nobis sub Pontio Pilato; passus et sepultus est, et resurrexit tertia die secundum Scripturas, et ascendit in caelum, sedet ad dexteram Patris. Et iterum venturus est cum gloria, judicare vivos et mortuos, cuius regni non erit finis. Et in Spiritum Sanctum, Dominum et vivificantem: qui ex Patre Filioque procedit. Qui cum Patre et Filio, simul adoratur et conglorificatur: qui locutus est per prophetas. Et unam, sanctam, catholicam et apostolicam Ecclesiam. Confiteor unum baptisma in remissionem peccatorum. Et expecto resurrectionem mortuorum, et vitam venturi saeculi. Amen. | Wir glauben an den einen Gott, den Vater, den Allmächtigen, der alles geschaffen hat, Himmel und Erde, die sichtbare und die unsichtbare Welt. Und an den einen Herrn Jesus Christus, Gottes eingeborenen Sohn, aus dem Vater geboren vor aller Zeit: Gott von Gott, Licht vom Licht, wahrer Gott vom wahren Gott, gezeugt, nicht geschaffen, eines Wesens mit dem Vater: durch ihn ist alles geschaffen. Für uns Menschen und zu unserem Heil ist er vom Himmel gekommen, hat Fleisch angenommen durch den Heiligen Geist von der Jungfrau Maria und ist Mensch geworden. Er wurde für uns gekreuzigt unter Pontius Pilatus, hat gelitten und ist begraben worden, ist am dritten Tage auferstanden nach der Schrift und aufgefahren in den Himmel. Er sitzt zur Rechten des Vaters und wird wiederkommen in Herrlichkeit, zu richten die Lebenden und die Toten; seiner Herrschaft wird kein Ende sein. Wir glauben an den Heiligen Geist, der Herr ist und lebendig macht, der aus dem Vater und dem Sohn hervorgeht, der mit dem Vater und dem Sohn angebetet und verherrlicht wird, der gesprochen hat durch die Propheten; und die eine, heilige, katholische und apostolische Kirche. Wir bekennen die eine Taufe zur Vergebung der Sünden. Wir erwarten die Auferstehung der Toten und das Leben der kommenden Welt. Amen. |
| Sanctus | |
| Sanctus, sanctus, sanctus Dominus Deus Sabaoth. Pleni sunt caeli et terra gloria tua. Hosanna in excelsis. Benedictus qui venit in nomine Domini. Hosanna in excelsis. | Heilig, heilig, heilig Gott, Herr aller Mächte und Gewalten. Erfüllt sind Himmel und Erde von deiner Herrlichkeit. Hosanna in der Höhe. Hochgelobt sei, der da kommt im Namen des Herrn. Hosanna in der Höhe. |
| Agnus Dei | |
| Agnus Dei qui tollis peccata mundi, miserere nobis. Agnus Dei qui tollis peccata mundi, miserere nobis. Agnus Dei qui tollis peccata mundi, dona nobis pacem. | Lamm Gottes, du nimmst hinweg die Sünde der Welt, erbarme dich unser. Lamm Gottes, du nimmst hinweg die Sünde der Welt, erbarme dich unser. Lamm Gottes, du nimmst hinweg die Sünde der Welt, gib uns deinen Frieden. |

## Das Ordinarium im evangelisch-lutherischen Gottesdienst

### Grundsätzliches
Die gleichbleibenden Texte des evangelisch-lutherischen Gottesdienstes sind das Vaterunser, das Ehre sei dem Vater (Gloria Patri), die Einsetzungsworte in der Abendmahlsliturgie und die fünf liturgischen Gesänge: Kyrie, Gloria, Credo, Sanctus, Agnus Dei.
Teilweise erlangt auch das Ordinarium Propriumscharakter, indem einzelne Ordinariums-Stücke kirchenjahreszeitlich gebunden sind:
- In der Karwoche entfällt das Ehre sei dem Vater (Gloria Patri)
- Das Gloria entfällt vom 1.–4. Advent, in der Fastenzeit (außer am Gründonnerstag) sowie am Bußtag und an Werktagen
- Das Halleluja als Antwortgesang auf die Lesung der Epistel entfällt an den Sonntagen vor der Passionszeit (Septuagesimae, Sexagesimae und Estomihi/Quinquagesimae), in der Passionszeit sowie an Bußtagen

Gewöhnlich wird als Credo das Apostolikum gebetet und nur zu hohen Festtagen das Nicäno-Konstantinopolitanum. Dies geht auf die Agendenreform des preußischen Königs Friedrich Wilhelm III. zurück (vgl. Agendenstreit).

### Die wichtigsten Texte des Ordinariums
| Kyrie | Kyrie |
| --- | --- |
| Kyrie eleison. Christe eleison. Kyrie eleison. | Herr, erbarme dich. Christus, erbarme dich. Herr, erbarme dich/erbarm dich über uns. |
| Gloria | |
| Ehre sei Gott in der Höhe und auf Erden Fried, den Menschen ein Wohlgefallen. | |
| Allein Gott in der Höh sei Ehr und Dank für seine Gnade, darum daß nun und nimmermehr uns rühren kann kein Schade. Ein Wohlgefalln Gott an uns hat; nun ist groß Fried ohn Unterlaß, all Fehd hat nun ein Ende. | Wir loben dich, wir beten dich an, wir preisen dich, wir sagen dir Dank um deiner großen Ehre willen, Herr Gott, himmlischer König, Gott, allmächtiger Vater. Herr, eingeborner Sohn, Jesu Christe, du Allerhöchster. Herr Gott, Lamm Gottes, ein Sohn des Vaters, der du hinnimmst die Sünd der Welt: erbarm dich unser. der du hinnimmst die Sünd der Welt: nimm an unser Gebet, der du sitzest zu der Rechten des Vaters: erbarm dich unser. Denn du bist allein heilig, du bist allein der Herr, du bist allein der Höchst, Jesu Christe, mit dem Heilgen Geist in der Herrlichkeit Gott des Vaters. Amen.                                                                                          |
| Credo | |
| Nicäno-Konstantinopolitanum | Apostolikum |
| Wir glauben an den einen Gott, den Vater, den Allmächtigen, der alles geschaffen hat, Himmel und Erde, die sichtbare und die unsichtbare Welt. Und an den einen Herrn Jesus Christus, Gottes eingeborenen Sohn, aus dem Vater geboren vor aller Zeit: Gott von Gott, Licht vom Licht, wahrer Gott vom wahren Gott, gezeugt, nicht geschaffen, eines Wesens mit dem Vater: durch ihn ist alles geschaffen. Für uns Menschen und zu unserem Heil ist er vom Himmel gekommen, hat Fleisch angenommen durch den Heiligen Geist von der Jungfrau Maria und ist Mensch geworden. Er wurde für uns gekreuzigt unter Pontius Pilatus, hat gelitten und ist begraben worden, ist am dritten Tage auferstanden nach der Schrift und aufgefahren in den Himmel. Er sitzt zur Rechten des Vaters und wird wiederkommen in Herrlichkeit, zu richten die Lebenden und die Toten; seiner Herrschaft wird kein Ende sein. Wir glauben an den Heiligen Geist, der Herr ist und lebendig macht, der aus dem Vater und dem Sohn hervorgeht, der mit dem Vater und dem Sohn angebetet und verherrlicht wird, der gesprochen hat durch die Propheten; und die eine, heilige, allgemeine und apostolische Kirche. Wir bekennen die eine Taufe zur Vergebung der Sünden. Wir erwarten die Auferstehung der Toten und das Leben der kommenden Welt. Amen. | Ich glaube an Gott, den Vater, den Allmächtigen, den Schöpfer des Himmels und der Erde. Und an Jesus Christus, seinen eingeborenen Sohn, unsern Herrn, empfangen durch den Heiligen Geist, geboren von der Jungfrau Maria, gelitten unter Pontius Pilatus, gekreuzigt, gestorben und begraben, hinabgestiegen in das Reich des Todes, am dritten Tage auferstanden von den Toten, aufgefahren in den Himmel; er sitzt zur Rechten Gottes, des allmächtigen Vaters; von dort wird er kommen, zu richten die Lebenden und die Toten. Ich glaube an den Heiligen Geist, die heilige christliche Kirche, Gemeinschaft der Heiligen, Vergebung der Sünden, Auferstehung der Toten und das ewige Leben. Amen. |
| Sanctus | |
| Heilig, heilig, heilig ist Gott, der Herr Zebaoth, alle Land sind seiner Ehre voll. Hosianna in der Höhe. Gebenedeit sei, der da kommt im Namen des Herren. Hosianna in der Höhe. | |
| Agnus Dei | |
| Christe, du Lamm Gottes, der du trägst die Sünd der Welt, erbarm dich unser. Christe, du Lamm Gottes, der du trägst die Sünd der Welt, erbarm dich unser. Christe, du Lamm Gottes, der du trägst die Sünd der Welt, gib uns deinen Frieden. Amen. | |